# Can Canots
Can Canots és un monument protegit com a bé cultural d'interès local del municipi de Calonge (Baix Empordà).

## Descripció
Situat a la cantonada entre els carrers de la rutlla i Anselm Clavé, és un edifici entre mitgeres de planta i dos pisos. La façana principal, al carrer de la Rutlla, presenta actualment a la planta baixa dus porta d'accés (bar i habitatge) d'arc escarser i allindanada respectivament, a més d'una finestra allindanada a la banda esquerra. Al primer pis hi ha tres balcons, d'arc escarser el central i allindanats els dels costats, amb motllures decoratives que simulen frontons circulars i triangulars,
El segon pis presenta una estructura i decoració similar. El coronament és amb cornisa. La façana del carrer Anselm Clavé té una estructura similar, però més senzilla.

## Història
L'edifici va ser bastit durant el segle xix. A la clau de la porta d'arc escarser de la planta baixa hi figura la data del 1868 i el nom "Pere Clarà".